# Salpichroa
El Salpichroa és un gènere de plantes solanàcies amb 31 espècies distribuïdes a la zona dels Andes i altres regions d'Amèrica del Sud.

## Algunes espècies
- Salpichroa alata
- Salpichroa amoena
- Salpichroa breviflorum
- Salpichroa origanifolia